# Pusŏk sa
Pusŏk sa (kor. 부석사, chiń. 浮石寺, pol. klasztor Pływającej Skały) – jeden z najstarszych i najważniejszych klasztorów koreańskich. Był głównym klasztorem szkoły hwaŏm i reprezentantem odłamu Północnej Góry.
Klasztor ten został wybudowany przez założyciela szkoły hwaŏm – Ŭisanga w 676 r. na życzenie króla Munmu (pan. 771–681). Ŭisang przy pomocy geomancji wybrał miejsce na klasztor na górze T'aebak. Architektura klasztoru wykazuje cechy charakterystyczne dla okresu przejściowego pomiędzy klasztorami wybudowanymi  na równinach (okres Trzech Królestw) a wybudowanymi w rejonach górskich w okresie późnego Koryŏ i Chosŏn.
Główny budynek poświęcony jest buddzie Amitābhie (kor. Amit'abul). Chociaż pierwotnie pochodził z 676 r., to obecna budowla pochodzi z 1358 r. Mimo tego jest to jedna z najstarszych drewnianych budowli w Korei. Budynek postawiony jest na granitowych fundamentach i znany jest z doskonałych proporcji. Posąg Amitabhy znajduje się w zachodniej części hali i jest zwrócony na wschód, co jest zgodne z ikonografią tego buddy jako panującego w Zachodnim Raju. Posąg ten jest zarazem najstarszą glinianą rzeźbą w Korei. Liczy sobie 2,7 m wysokości. Jest on 45. Skarbem Narodowym.
Na prawo od głównego budynku znajduje się 3-kondygnacyjna stupa (pagoda), za którą znajduje się pawilon poświęcony Myo Hwa, Chince, która według legendy pod postacią smoka pomagała Ŭisangowi.
Jednym z najważniejszych budynków dla historii buddyzmu i kultury w Korei jest Chosadang, hala z portretami wielkich mistrzów buddyjskich. Gmach ten znajduje się ok. 100 metrów na północny wschód od głównego gmachu. Oryginalne freski przedstawiające obrońców buddyzmu i bogów są najlepszymi istniejącymi przykładami malarstwa ściennego z okresu Koryŏ. W celu ich zabezpieczenia znajdują się one oddzielnym, lepiej ochranianym miejscu. Są to najstarsze malowidła w Korei.
Tuż obok Chodasang rośnie drzewo zasadzone przez Ŭisanga. Według legendy wyrosło one z kija wsadzonego w glebą podczas jego pielgrzymki do Indii. Drzewo to liczy już sobie ponad 1300 lat.
W 1016 r., za panowania króla Hyŏnjonga, mnich Wŏnjung odnowił gmach Muryangsujŏn. Budynek ten jest 18 Narodowym Skarbem Korei.
Prawdziwymi skarbami dla kultury koreańskiej są także podpory masztów na flagi, drewniane płyty drukarskie z okresy Koryŏ, pudo – kamienne pojemniki-urny, w których trzymano szczątki słynnych mnichów, dwie kamienne stupy i posąg mistrza Wŏnjunga. Z artystycznego punktu widzenia cenna jest kamienna latarnia o doskonałych proporcjach.

## Położenie klasztoru
- Klasztor wybudowany jest na górze Ponghwang w Yŏngju, obecnie w prowincji Północny Kyŏngsang, pomiędzy szczytami T'aebaek a Sobaek.
- Mapa satelitarna. panoramio.com. [zarchiwizowane z tego adresu (2016-10-13)].
- 148 Bukji-ri, Buseok-myeon (345 Buseoksa-ro), Yeongju, Gyeongsangbuk-do, Korea Południowa

## Galeria

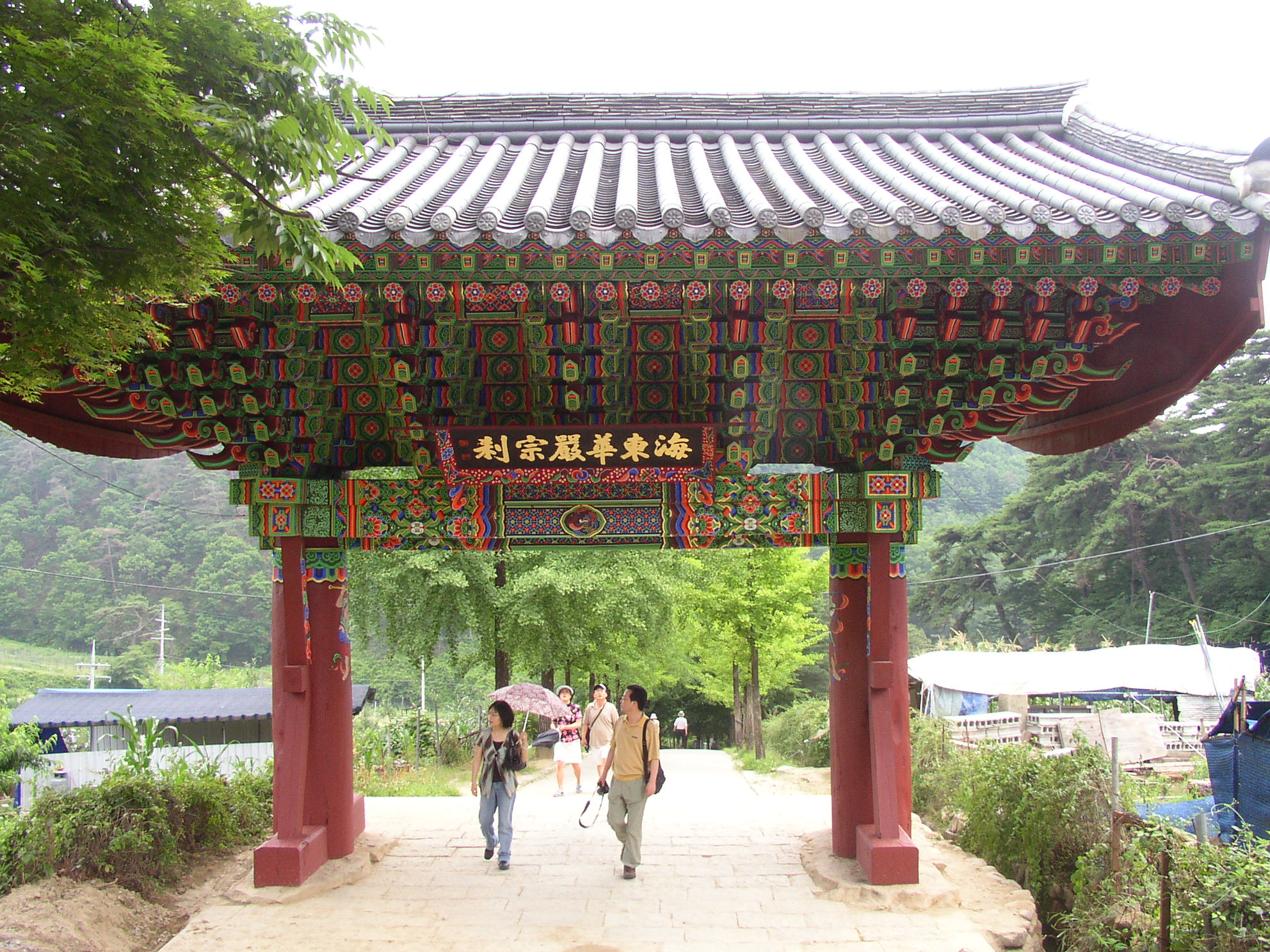
Brama widziana od strony klasztoru
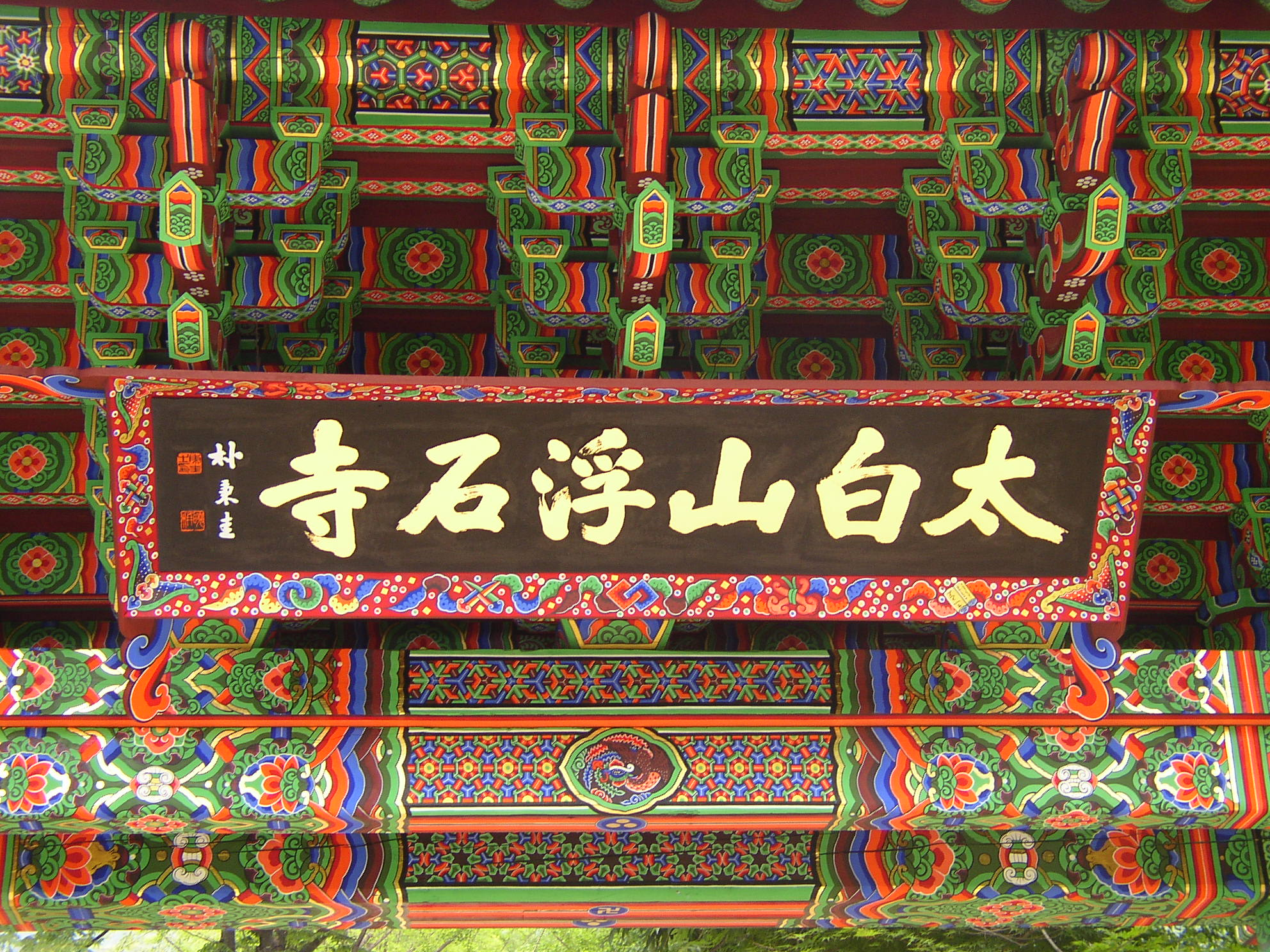
Brama – front
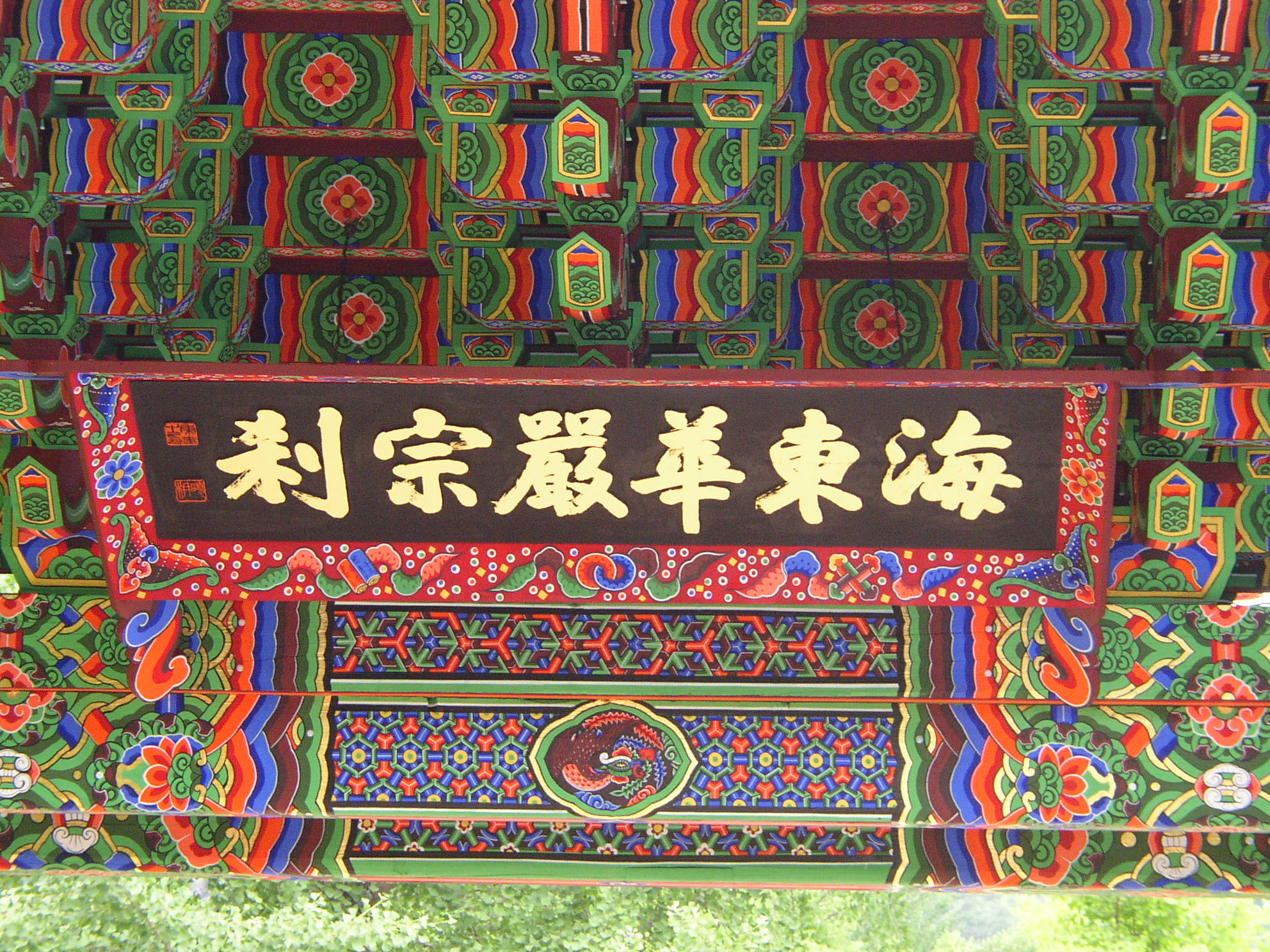
Brama – tył
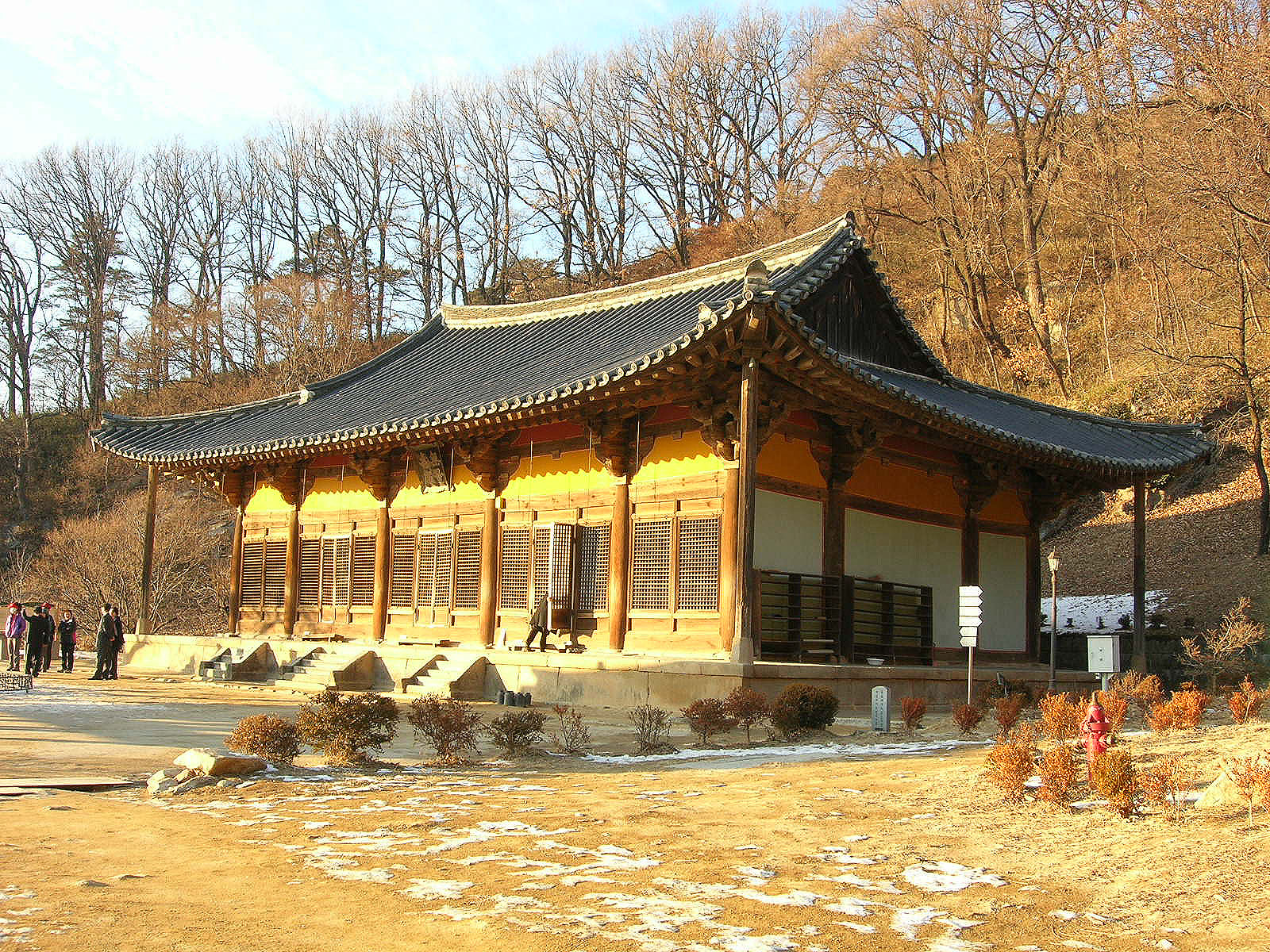
Gmach Muryangsujŏn
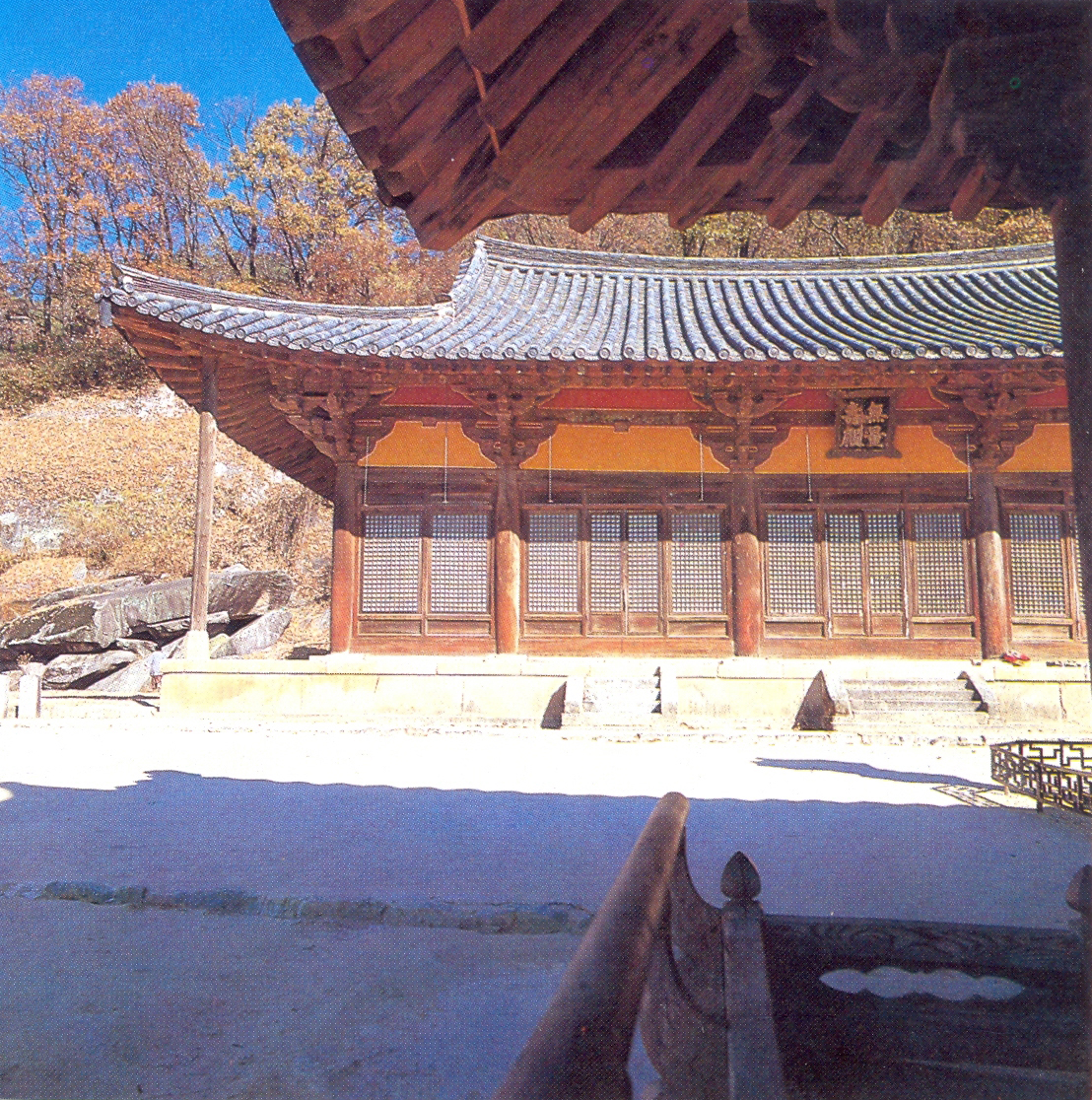
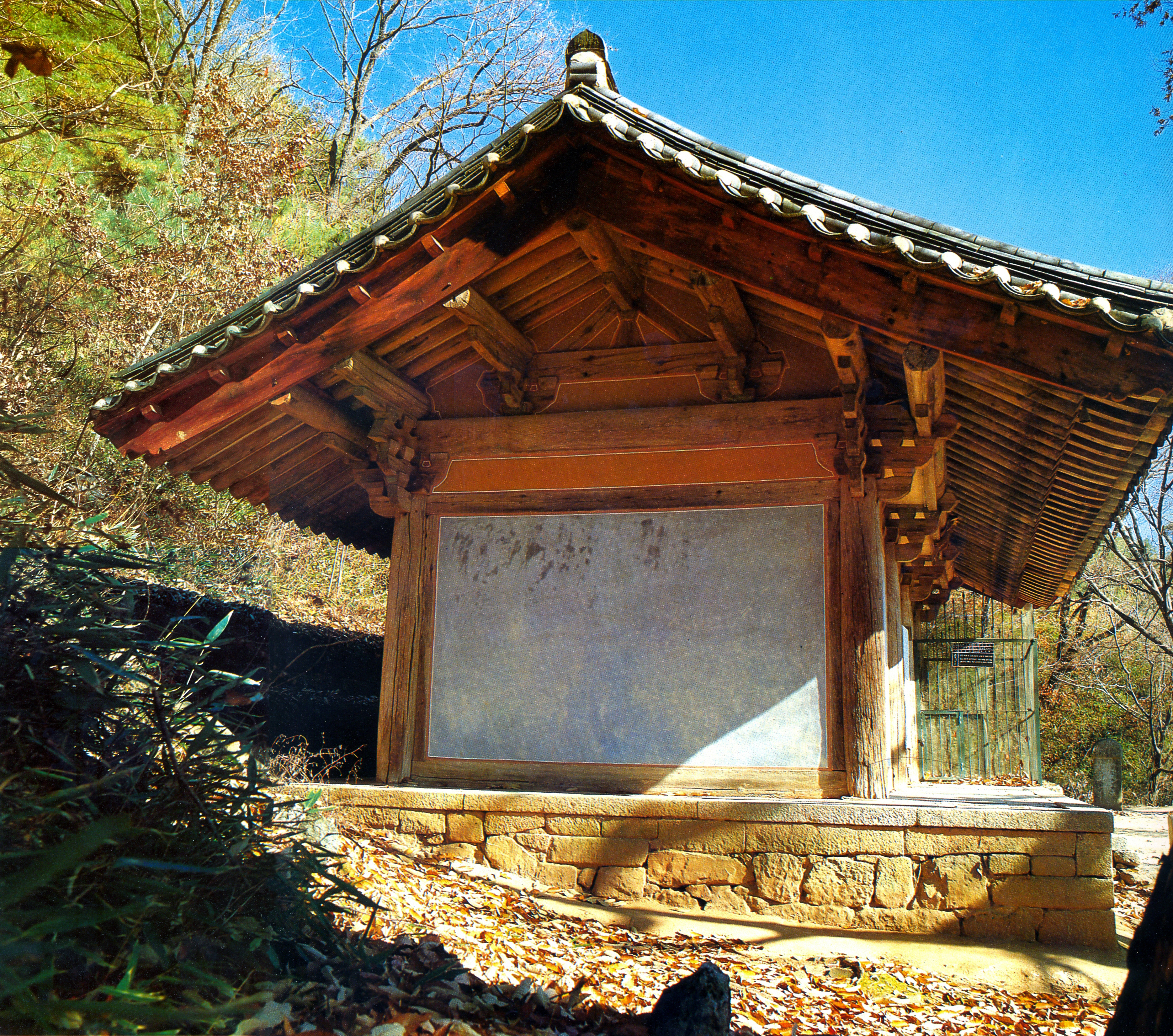
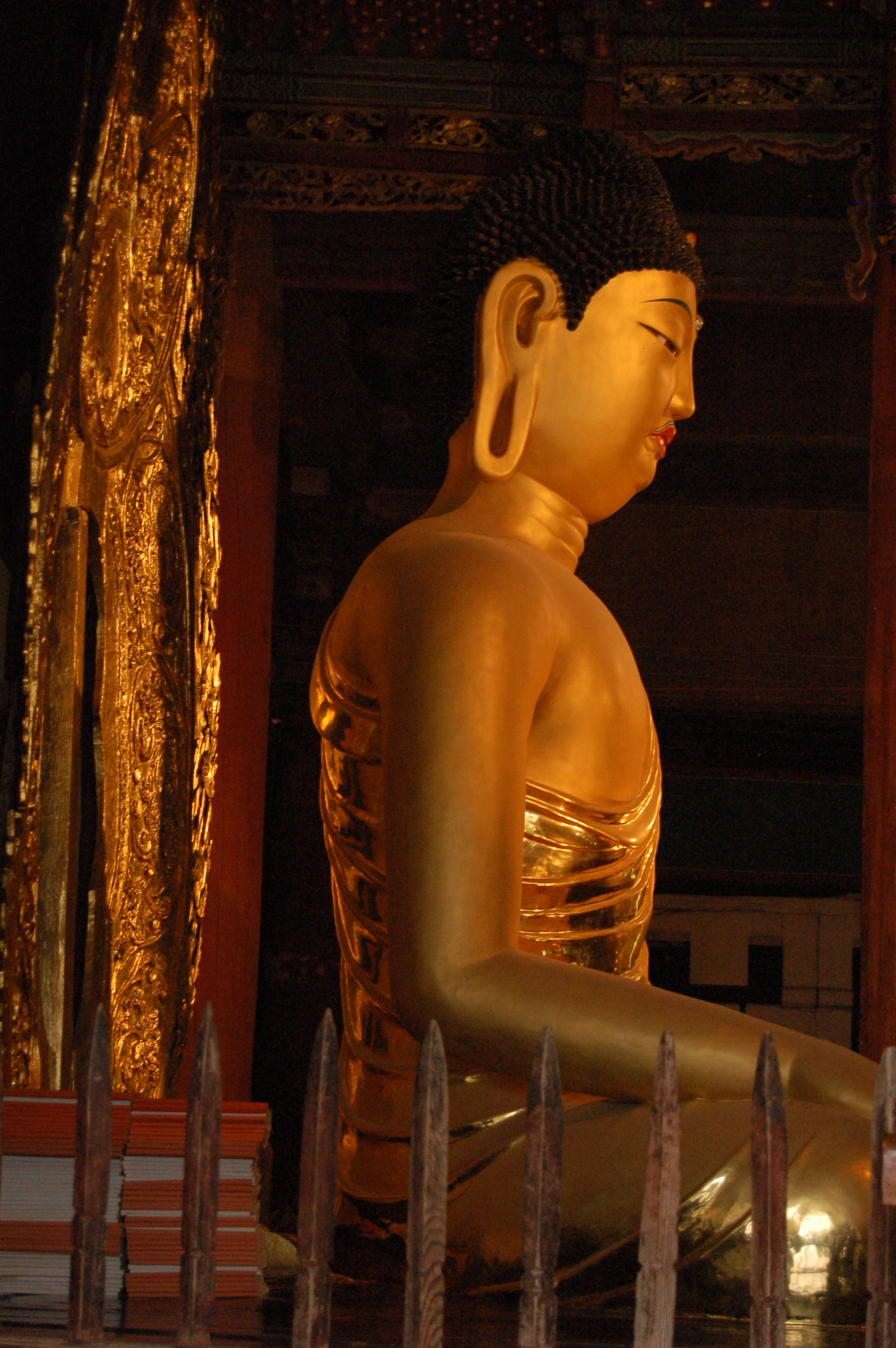
Budda Amitabha
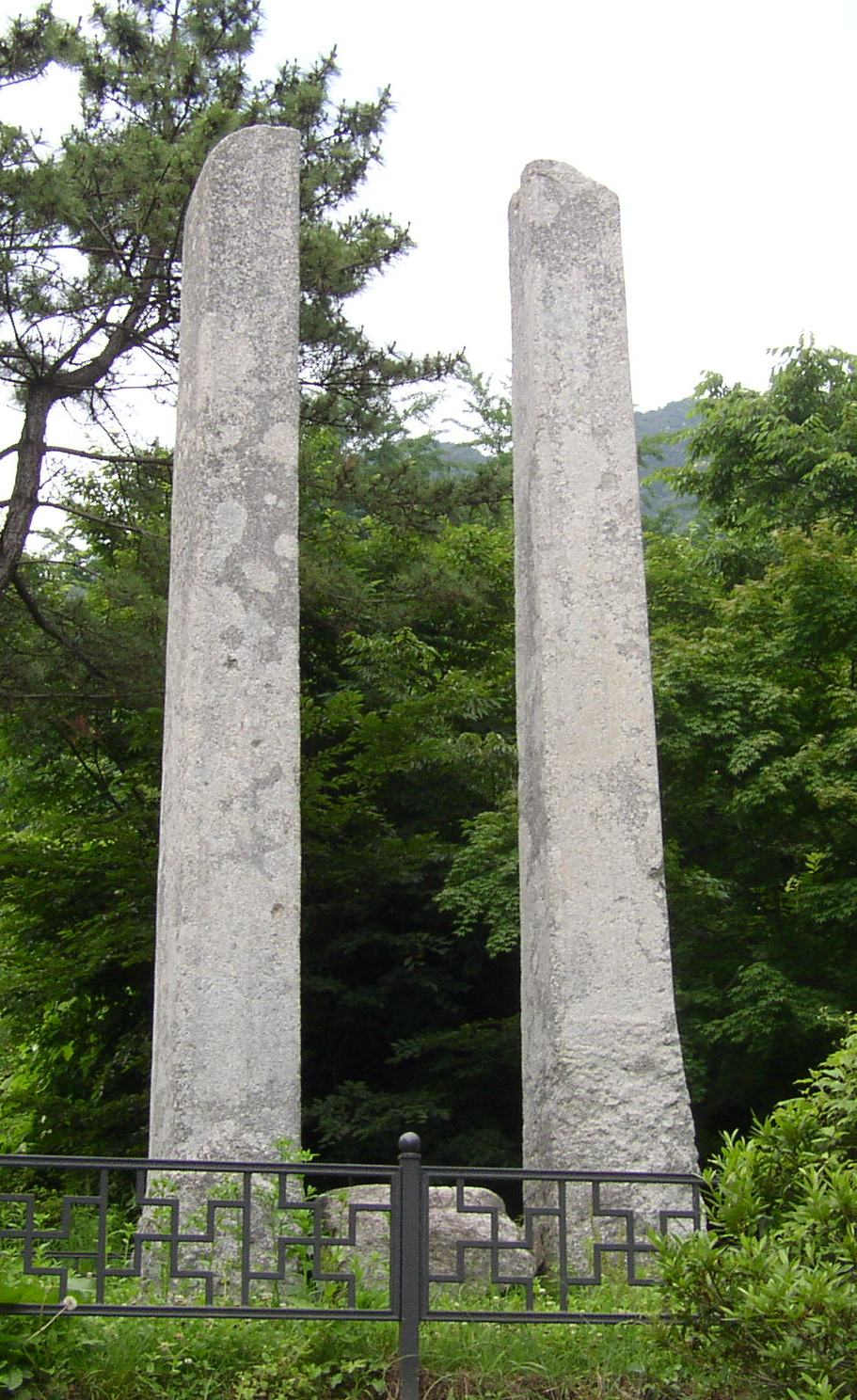
Dangganjiju
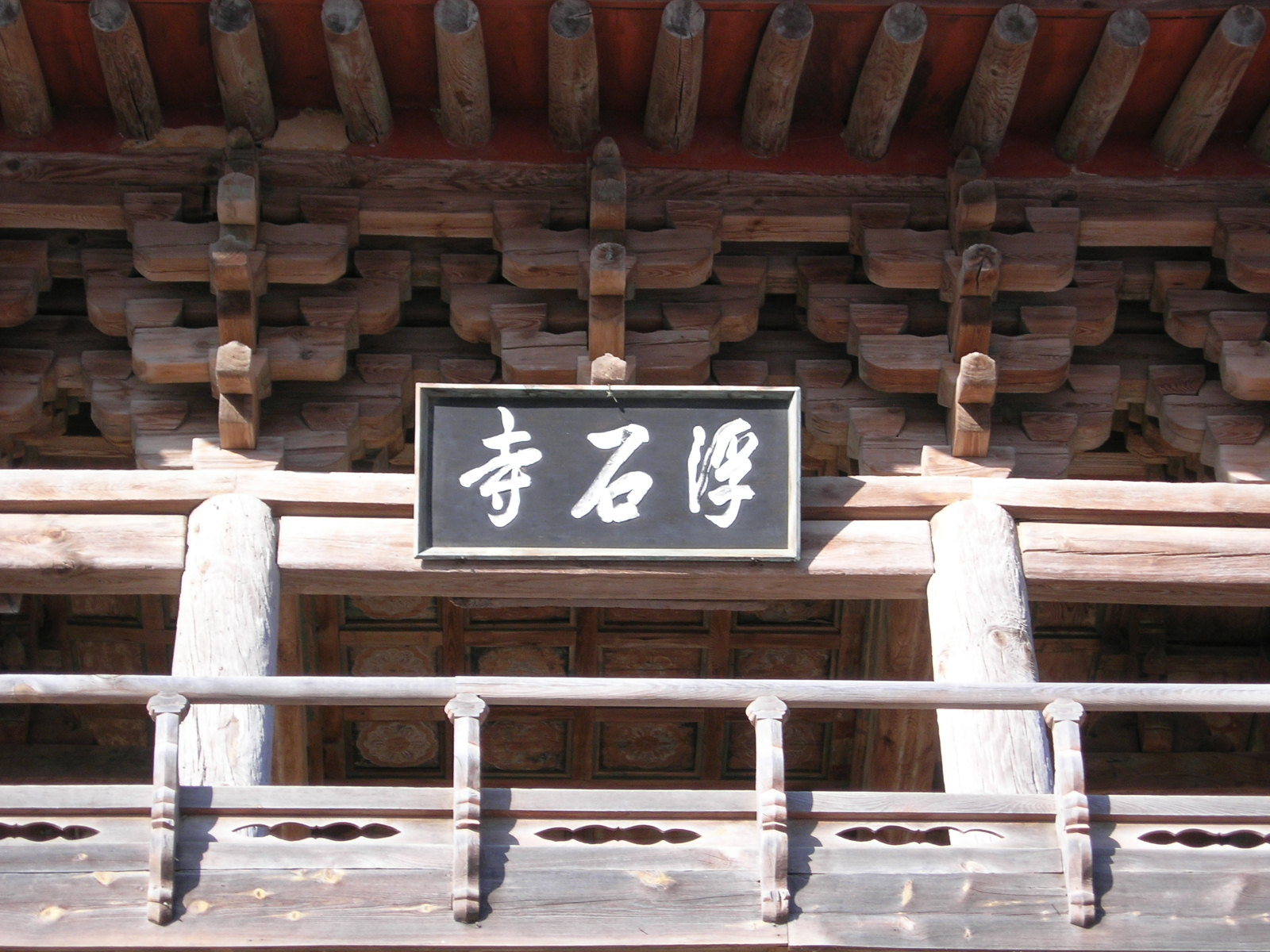
Anyangnu
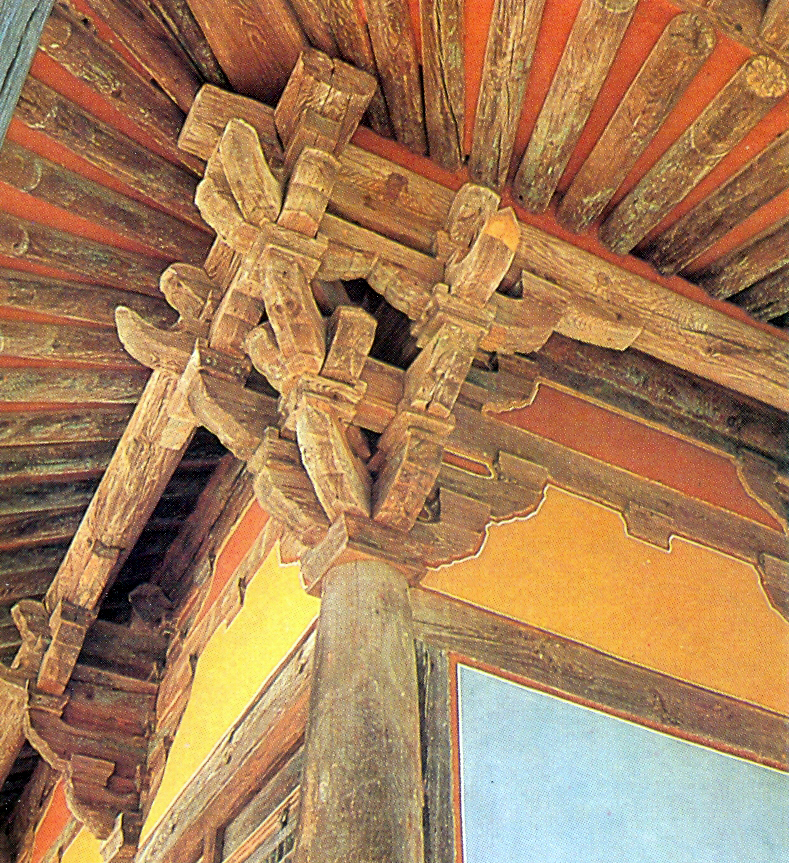
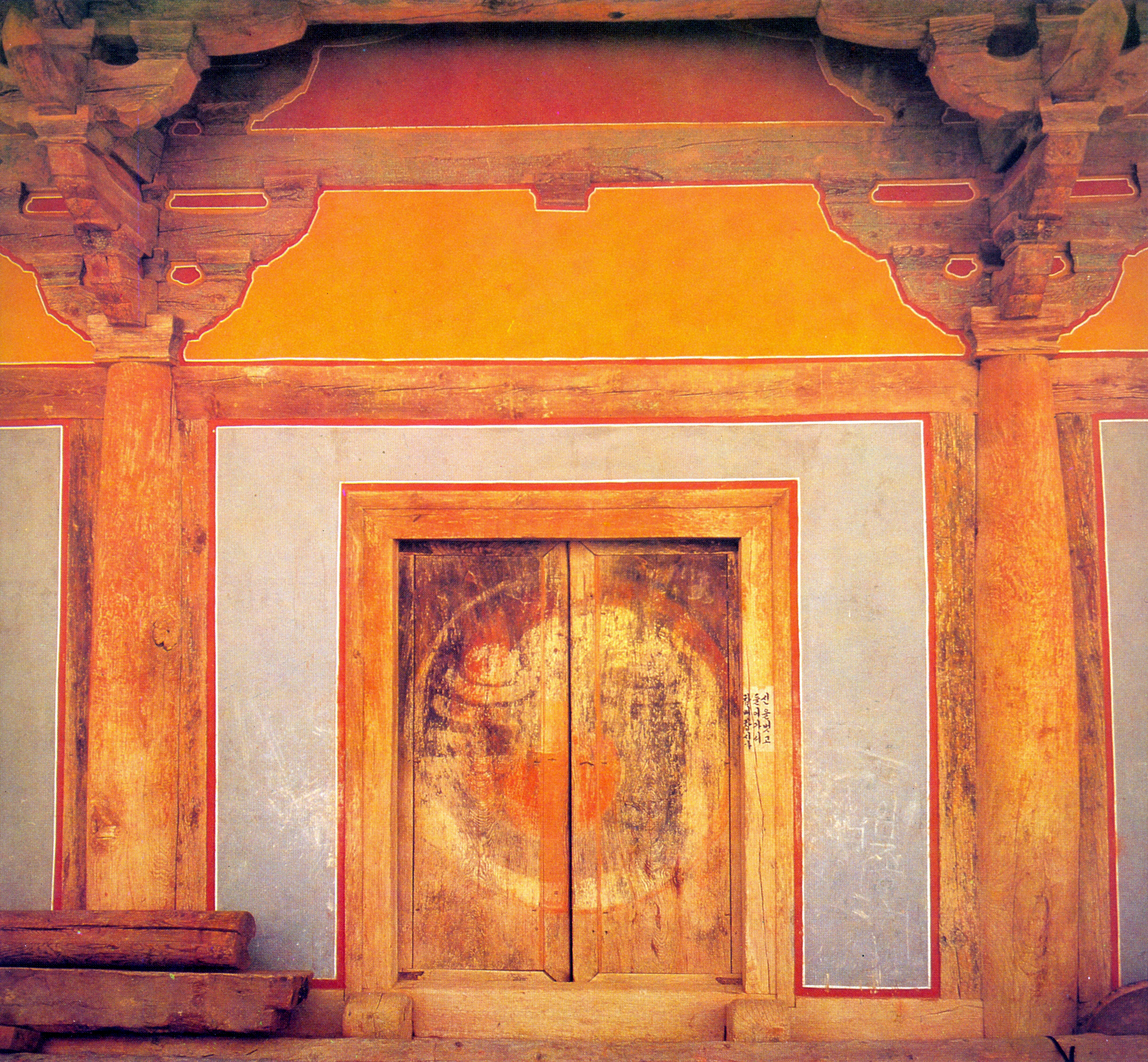
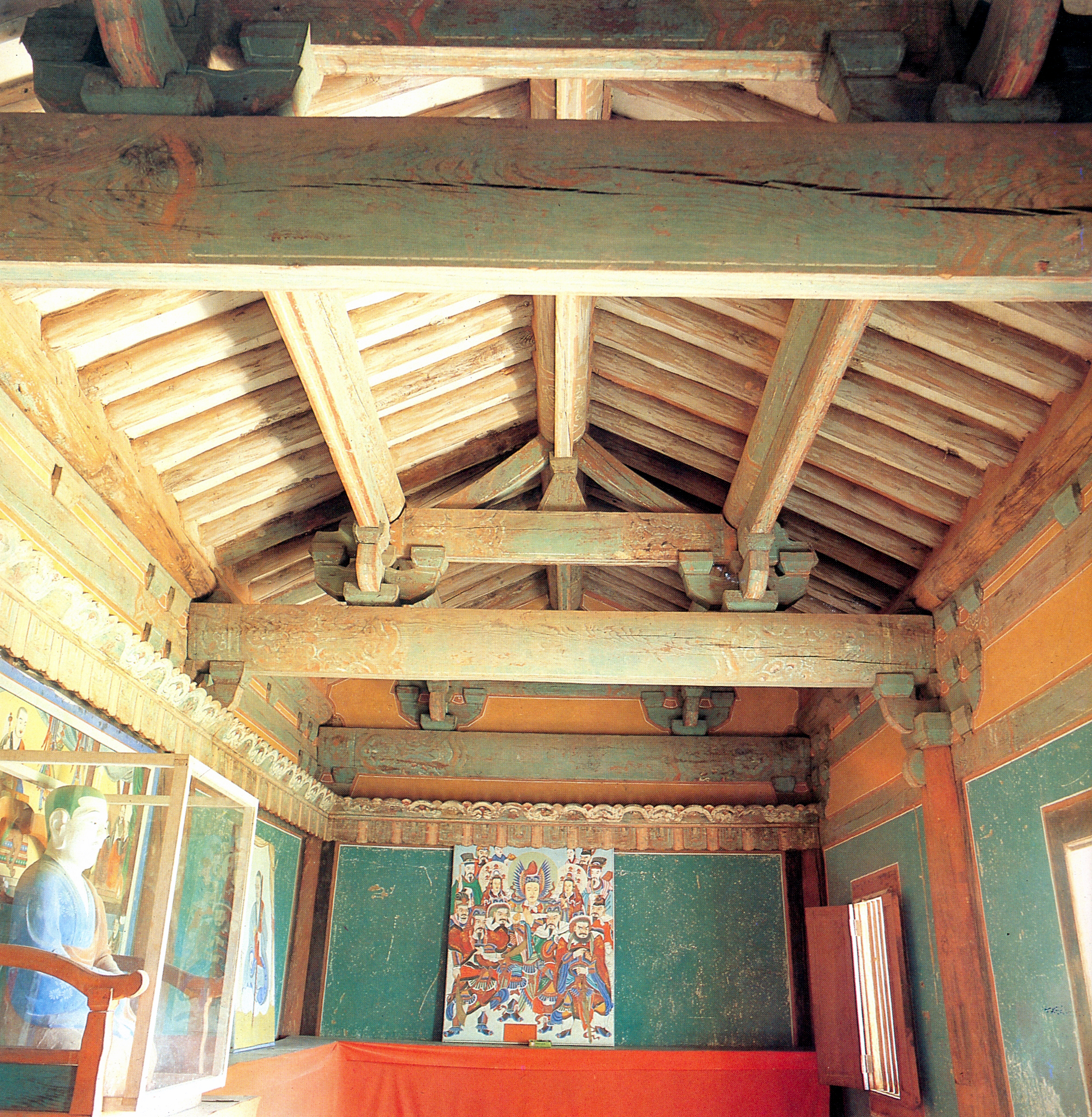
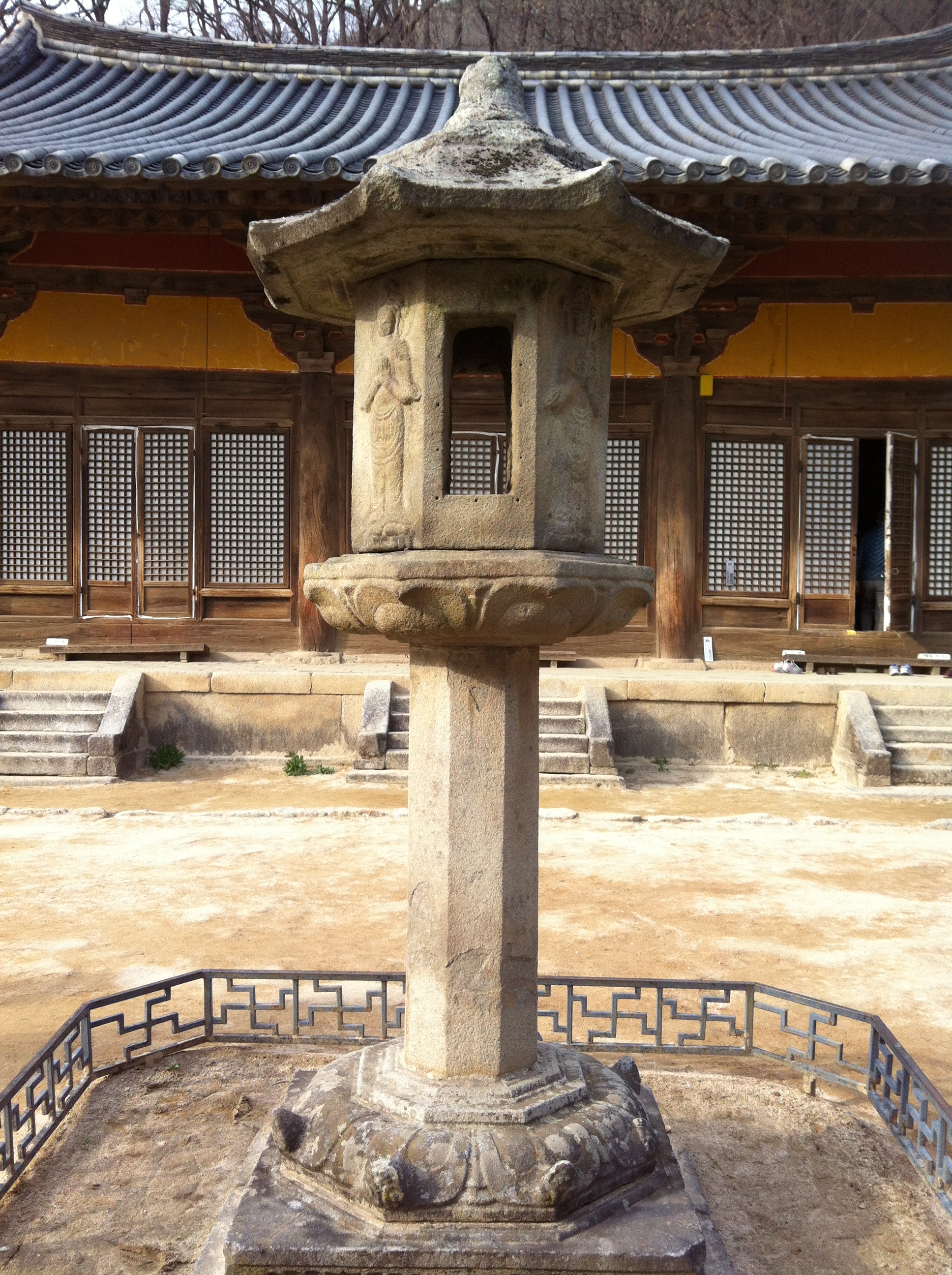
Kamienna latarnia
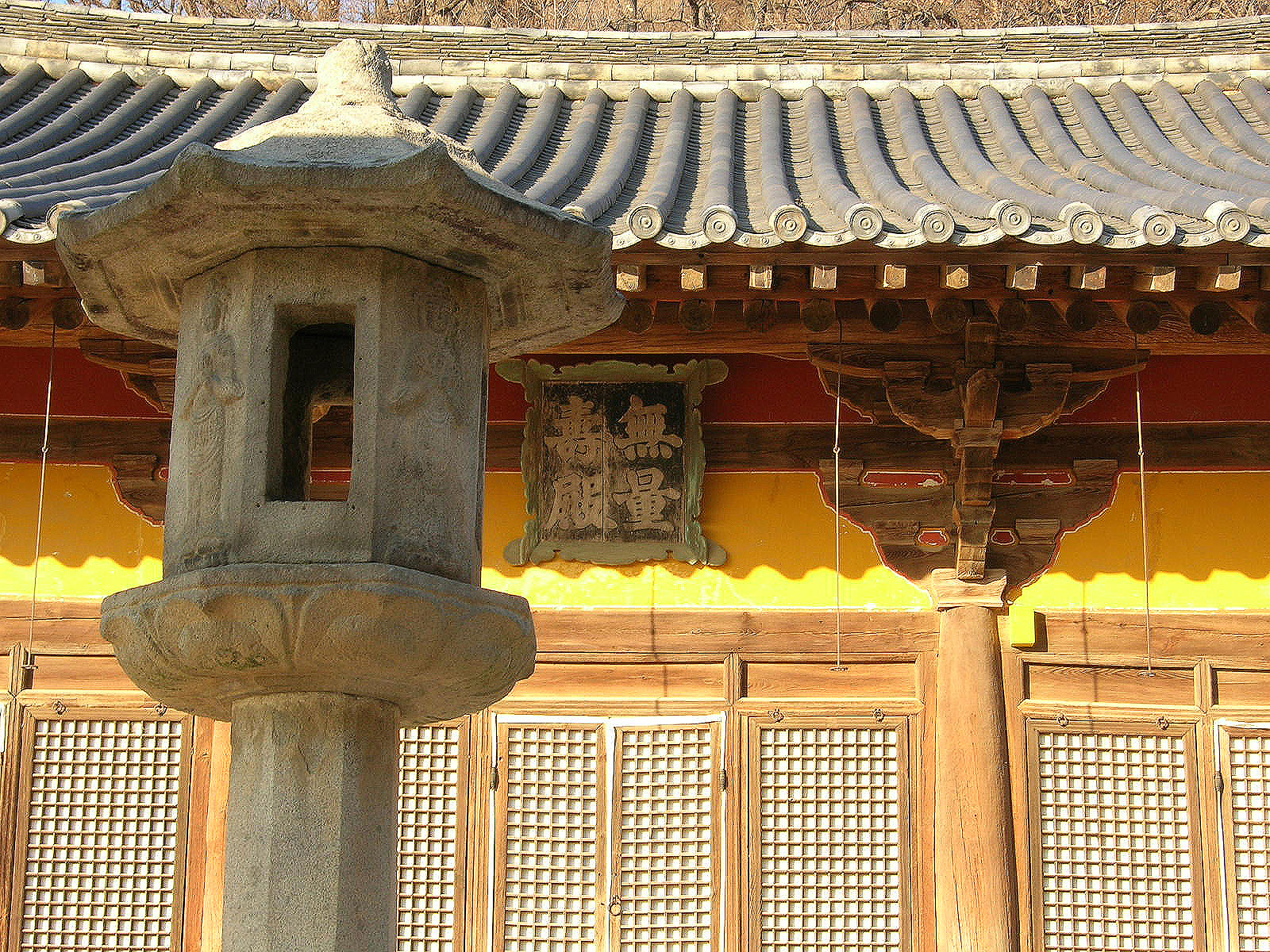
Kamienna latarnia
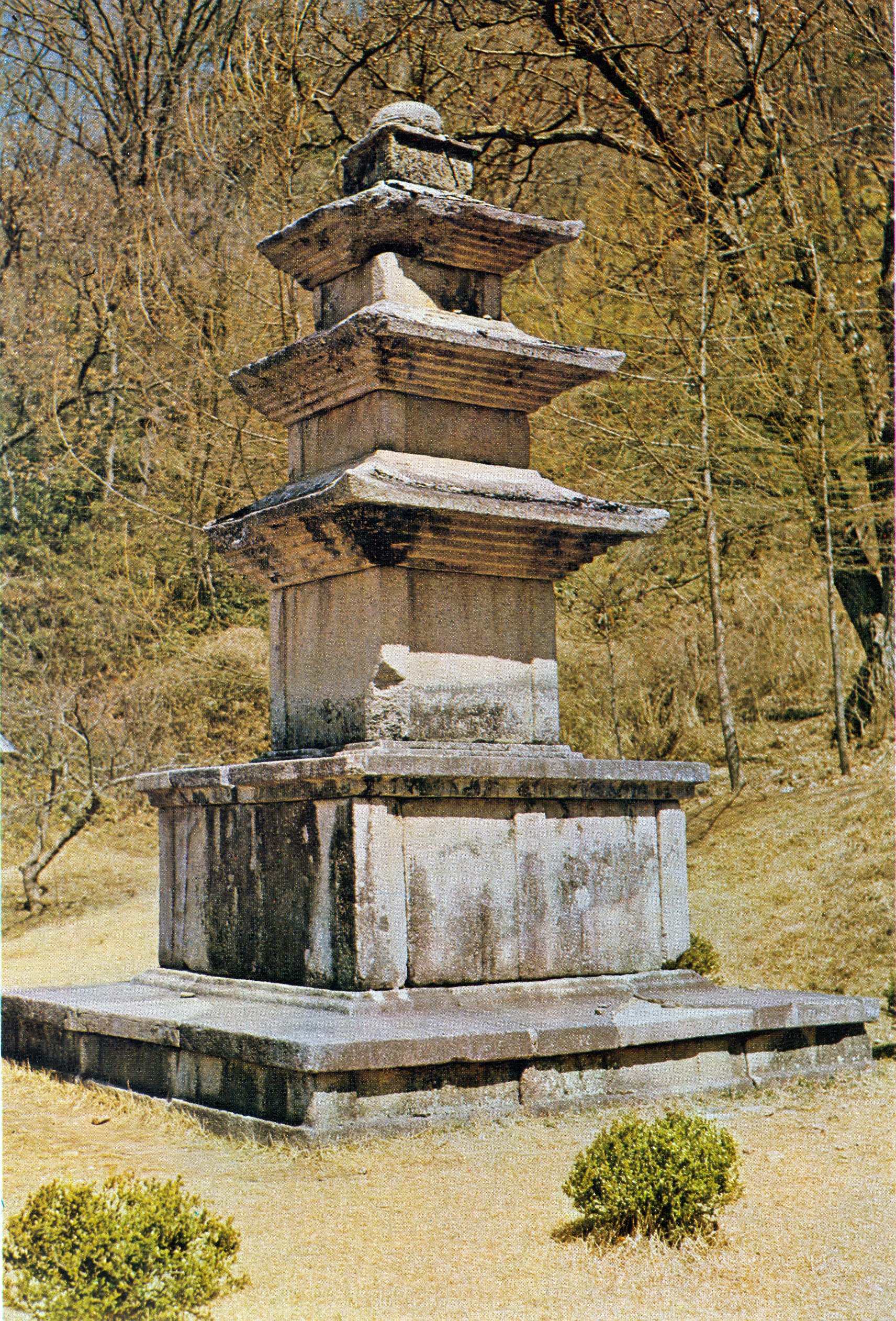
Stupa
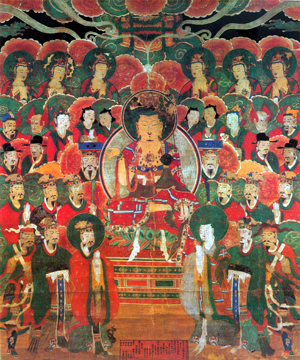
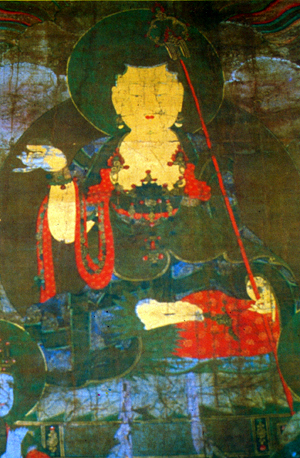
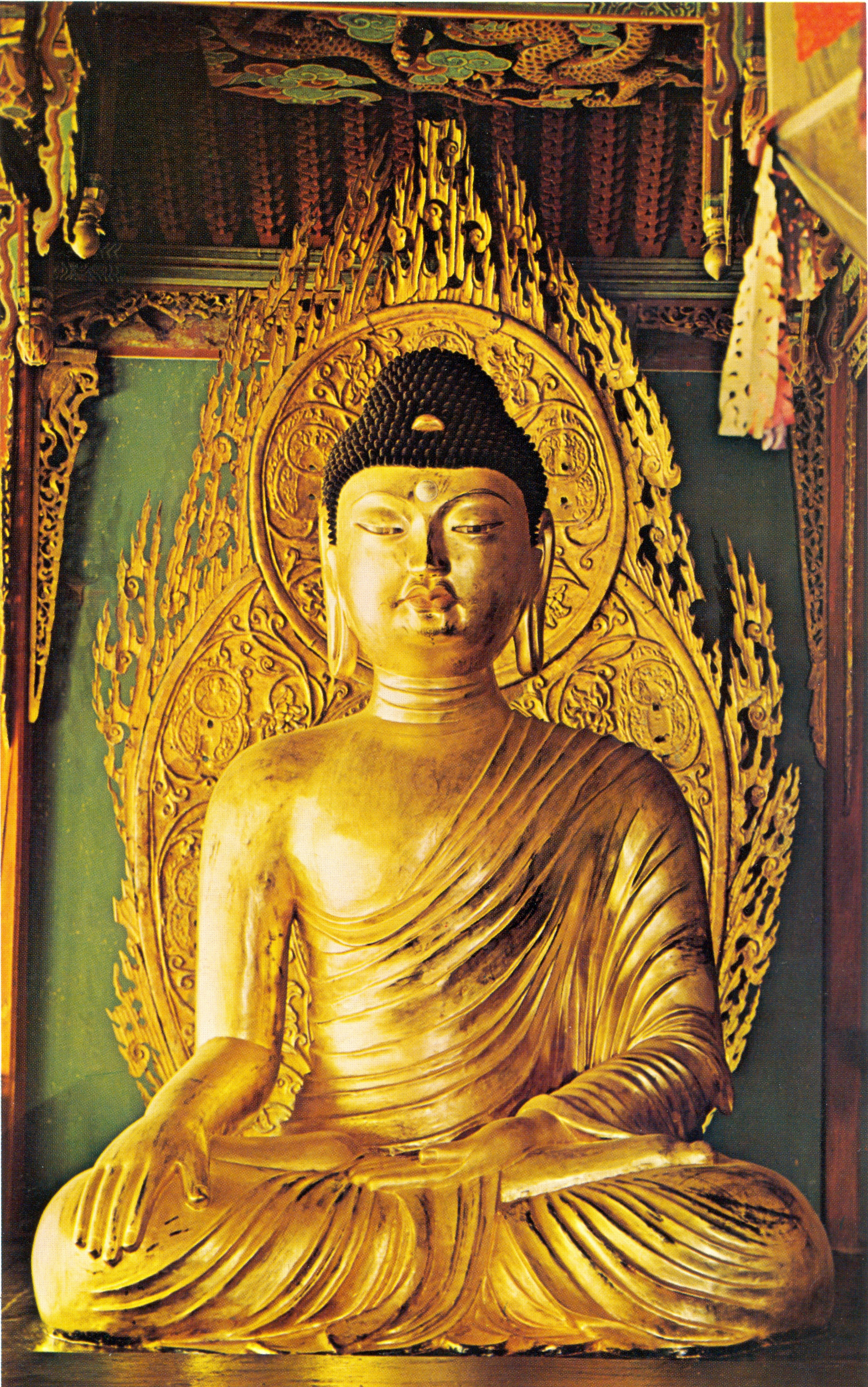
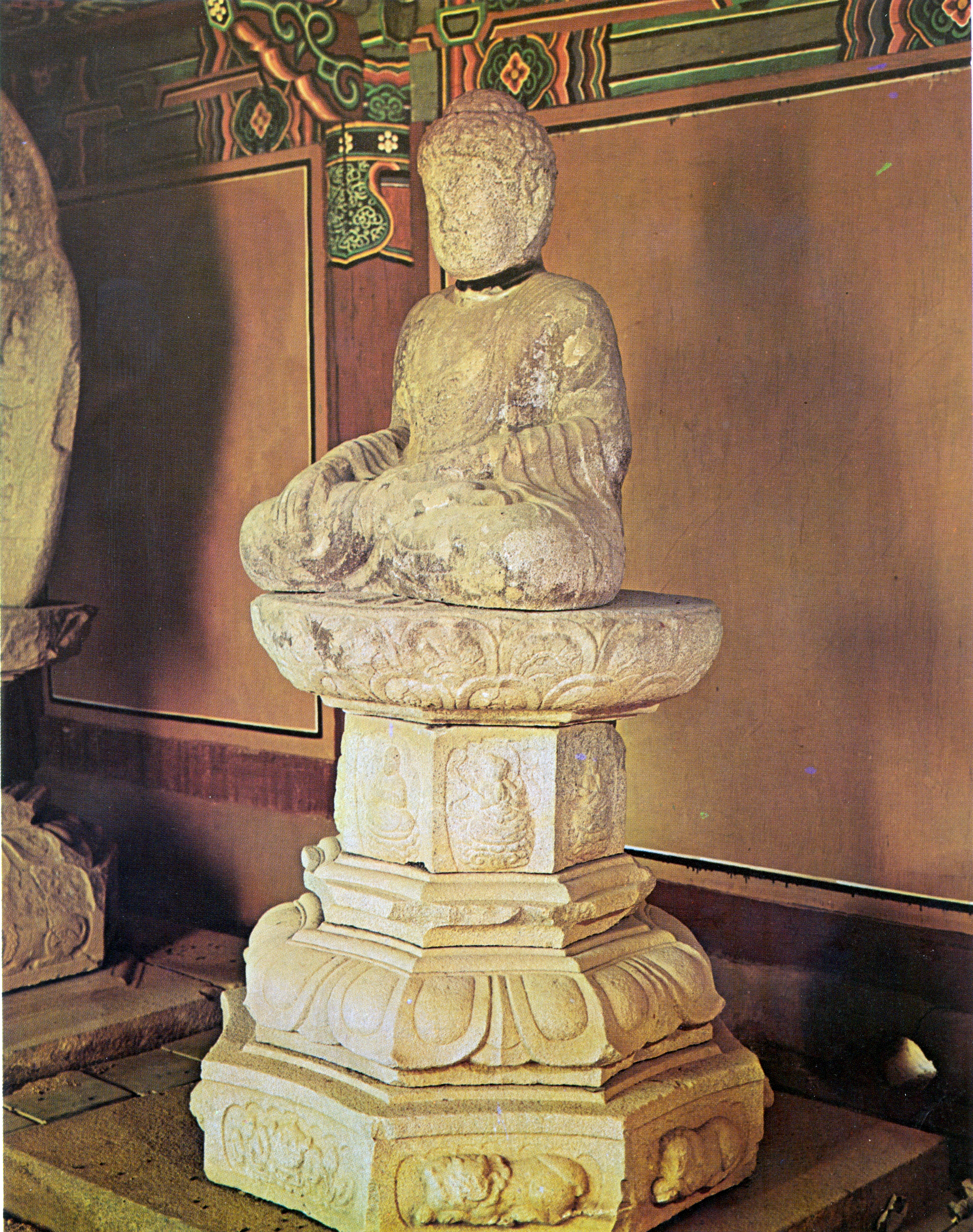